# Nortonella helvetica
Nortonella helvetica är en kvalsterart som först beskrevs av Woas 1992.  Nortonella helvetica ingår i släktet Nortonella och familjen Gymnodamaeidae. Inga underarter finns listade i Catalogue of Life.